# The Twain Shall Meet
The Twain Shall Meet è un album in studio del gruppo rock inglese The Animals, pubblicato nel 1968 e attribuito a Eric Burdon & the Animals.

## Tracce
Side 1
1. Monterey – 4:18
2. Just the Thought – 3:47
3. Closer to the Truth – 4:31
4. No Self Pity – 4:50
5. Orange and Red Beams – 3:45

Side 2
1. Sky Pilot – 7:27
2. We Love You Lil – 6:48
3. All Is One – 7:45

## Formazione
- Eric Burdon - voce (1,3,4,6-8)
- Vic Briggs - chitarra
- John Weider - chitarra, violino
- Danny McCulloch - basso, voce (2,5)
- Barry Jenkins - batteria